# Edsberga
Edsberga é um subúrbio de Estocolmo, na Suécia. Tem cerca de 9 208 habitantes, e pertence à Comuna de Sollentuna.